# Dušo Kristova
Dušo Kristova (lat. "Anima Christi") katolička je molitva Isusu srednjovjekovnoga podrijetla.
Dugi niz godina u narodu se vjerovalo, da je molitvu sastavio sveti Ignacije Lojolski, kako to kaže na početku svojih duhovnih vježbi i često se na nju poziva. U prvom izdanju Duhovnih vježbi, Ignacije molitvu samo spominje, očito pretpostavljajući da je čitatelji znaju. U kasnijim izdanjima tiskana je u cijelosti. Pod pretpostavkom da je sve u knjizi napisao sv. Ignacije, na molitvu se počelo gledati kao na njegovo djelo. 
Međutim, molitva zapravo potječe iz ranog 14. stoljeća, a vjerojatno ju je napisao papa Ivan XXII., ali njegovo autorstvo ostaje neizvjesno. Pronađena je u brojnim molitvenicima tiskanima za vrijeme Ignacijeve mladosti i nalazi se u rukopisima koji su napisani stotinu godina prije njegova rođenja. Engleski himnolog James Mearns pronašao ju je u rukopisu Britanskog muzeja koji datira oko 1370. godine. U knjižnici Avignona čuva se molitvenik kardinala Pierrea de Luxembourga (umro 1387.) koji sadrži molitvu u praktički istom obliku kakav imamo danas. Također je pronađena ispisana na jednom od vrata Alcázara u Sevilli, koja datiraju iz vremena Pedra I. od Kastilje (1350. – 1369.).
Zazivi u molitvi imaju bogate asocijacije na katoličke koncepte koji se odnose na Euharistiju (Tijelo i Krv Kristova), krštenje (voda) i Isusovu muku (Svete rane). Obično se moli na svetoj misi nakon podjele svete pričesti.

## Tekst
| » | Dušo Kristova, posveti me! Tijelo Kristovo, spasi me! Krvi Kristova , napoj me! Vodo iz prsi Kristovih, operi me! Muko Kristova, okrijepi me! O dobri Isuse, usliši me! Među rane svoje sakrij me! Ne dopusti da se odijelim od Tebe! Od neprijetelja zlobnoga brani me! U času smrti moje zovni me! I zapovijedi mi da dođem k Tebi! Da Te sa svetima Tvojima hvalim U vijeke vjekova! Amen | « |
|   | |   |